# Педагогически факултет (Шуменски университет)
Педагогическият факултет на Шуменския университет е център за подготовка на висококвалифицирани специалисти в областта на педагогиката, психологията и изкуствата. Образуван е през 1984 г., като в началото са създадени 8 специалности. Намира се в Корпус 2 на ШУ, разположен на улица „Спартак“ № 22. От 2018 г. декан на факултета е доц. д-р Чавдар Сотиров.

## Ръководство
- Декан: доц. д-р Чавдар Сотиров
- Заместник-декан по учебната дейност: доц. д-р Янна Павлова Рускова
- Заместник-декан по акредитацията: доц. д-р Росица Петрова Михайлова
- Заместник-декан по качеството на образованието и НИХТД: доц.д-р Чавдар Стойчев
- Заместник-декан по международна дейност, кандидатстудентски прием и атестиране на преподаватели и служители: проф. Димитър Николов Чолаков
- Главен координатор деканско ръководство: Илияна Георгиева

## Катедри
- Визуални изкуства, теория и методика
- Музикална естетика, музикално възпитание и изпълнителство
- Педагогика и управление на образованието
- Социална и специална педагогика
- Социална работа
- Теория и методика на физическото възпитание и спорт
- Технологично обучение, професионално образование и предучилищна и начална училищна педагогика

## Специалности
Специалности публикувани в официалния уебсайт на Шуменския университет (30 май 2019 г.):
Бакалавърски специалности
- Начална училищна педагогика и чужд език – Английски език
- Педагогика
- Предучилищна и начална училищна педагогика
- Предучилищна педагогика
- Социална педагогика
- Специална педагогика
- Специална педагогика – Логопедия
- Специална педагогика – Педагогика за деца с интелектуална недостатъчност
- Педагогика на обучението по изобразително изкуство
- Педагогика на обучението по музика
- Педагогика на обучението по техника и технологии
- Педагогика на обучението по физическо възпитание
- Социални дейности

Магистърски програми (след Бакалавър)
- Управление на образованието - магистърска програма Управление на образованието
- Педагогика – магистърска програма Гражданско и интеркултурно образование
- Педагогика – магистърска програма Педагогическо консултиране в училище
- Педагогика – магистърска програма Училищна педагогика
- Предучилищна и начална училищна педагогика – магистърска програма Иновации в началното образование
- Предучилищна и начална училищна педагогика – магистърска програма Иновации в предучилищното и началното образование
- Предучилищна и начална училищна педагогика – магистърска програма Иновации в предучилищното образование
- Предучилищна и начална училищна педагогика – магистърска програма Начална училищна педагогика и информационни технологии
- Социална педагогика – магистърска програма Компетенции и умения при бедствия и аварии
- Социална педагогика – магистърска програма Педагогическа превенция на престъпността и пробационни практики
- Социална педагогика – магистърска програма Социално консултиране
- Специална педагогика – магистърска програма Диагностика и корекция на комуникативни нарушения
- Специална педагогика – магистърска програма Логопедия
- Специална педагогика – магистърска програма Педагогика на интелектуалната недостатъчност
- Специална педагогика – магистърска програма Педагогическа рехабилитация на умствената изостаналост
- Специална педагогика – магистърска програма Ресурсен учител
- Педагогика на обучението по изобразително изкуство – магистърска програма Педагогика на обучението по визуални изкуства – Графика и графична комуникация
- Педагогика на обучението по изобразително изкуство – магистърска програма Педагогика на обучението по визуални изкуства – Графичен дизайн
- Педагогика на обучението по изобразително изкуство – магистърска програма Педагогика на обучението по визуални изкуства – Дизайн
- Педагогика на обучението по изобразително изкуство – магистърска програма Педагогика на обучението по визуални изкуства – Живопис
- Педагогика на обучението по изобразително изкуство – магистърска програма Педагогика на обучението по пластични изкуства – Графика и графична комуникация
- Педагогика на обучението по изобразително изкуство – магистърска програма Педагогика на обучението по пластични изкуства – Живопис
- Педагогика на обучението по музика – магистърска програма Музикална педагогика
- Педагогика на обучението по техника и технологии – магистърска програма Иновации в технологичното обучение и предприемачество
- Педагогика на обучението по физическо възпитание – магистърска програма Физическо възпитание и спорт в училище
- Социални дейности – магистърска програма Регулиране и контрол в системата на социалните дейности
- Социални дейности – магистърска програма Социално прогнозиране

Магистърски програми (след Професионален бакалавър)
- Предучилищна и начална училищна педагогика – магистърска програма Иновации в началното образование
- Предучилищна и начална училищна педагогика – магистърска програма Иновации в предучилищното и началното образование
- Предучилищна и начална училищна педагогика – магистърска програма Иновации в предучилищното образование
- Предучилищна и начална училищна педагогика – магистърска програма Начална училищна педагогика и информационни технологии
- Социална педагогика – магистърска програма Социално консултиране
- Специална педагогика – магистърска програма Логопедия
- Специална педагогика – магистърска програма Ресурсен учител
- Педагогика на обучението по изобразително изкуство – магистърска програма Образователни аспекти на пластичните изкуства – Живопис
- Педагогика на обучението по изобразително изкуство – магистърска програма Педагогика на обучението по визуални изкуства – Графика и графична комуникация
- Педагогика на обучението по изобразително изкуство – магистърска програма Педагогика на обучението по визуални изкуства – Графичен дизайн
- Педагогика на обучението по изобразително изкуство – магистърска програма Педагогика на обучението по визуални изкуства – Дизайн
- Педагогика на обучението по изобразително изкуство – магистърска програма Педагогика на обучението по визуални изкуства – Живопис
- Педагогика на обучението по техника и технологии – магистърска програма Иновации в технологичното обучение и предприемачество
- Педагогика на обучението по физическо възпитание – магистърска програма Физическо възпитание и спорт в училище
- Социални дейности – магистърска програма Регулиране и контрол в системата на социалните дейности
- Социални дейности – магистърска програма Социално прогнозиране